# Metro Toronto Convention Centre

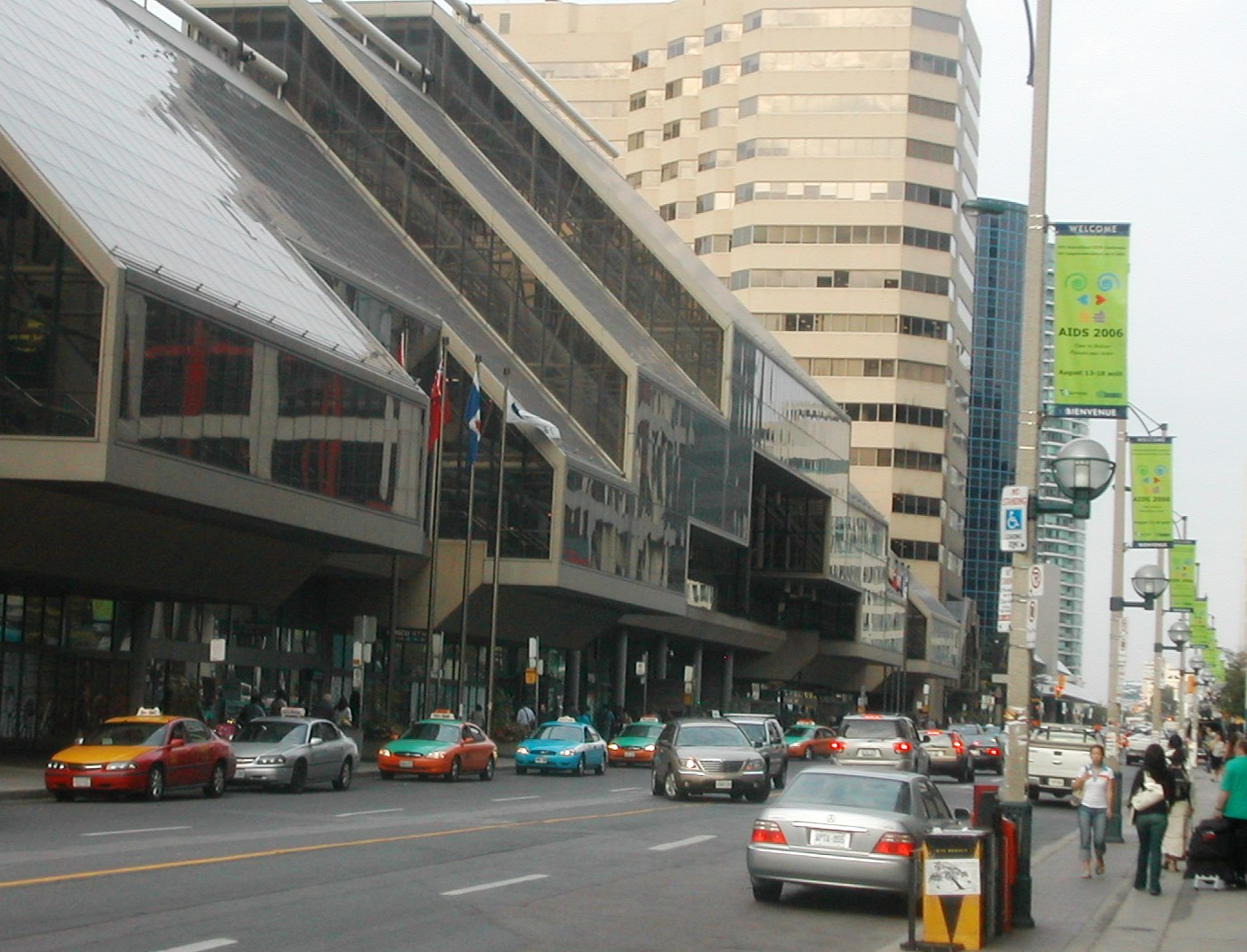
Metro Toronto Convention Centre, 2006

Metro Toronto Convention Centre - kompleks wystawowo-kongresowy w centrum kanadyjskiego miasta Toronto, jeden z największych tego typu obiektów w Ameryce. Zespół budynków obejmuje także hotel i kawiarnię sieci Planet Hollywood (z aleją sław - odciskami rąk w betonowej ścianie). Znajduje się na styku Financial District, Entertainment District i Harbourfront. Rokrocznie w marcu odbywa się w centrum największa wystawa ogrodnicza kontynentu Canada Blooms.
Południowa część (oddzielona od starszej, północnej torami kolei i całkowicie umieszczona pod ziemią - na powierzchni utworzono nowy park), powstała w 1997 i została upiększona licznymi dziełami sztuki współczesnej. Na zewnątrz wielkie metalowe rzeźby nawiązują do przyrody kanadyjskiej (bałwan i dzięcioł na drzewie). Wewnątrz podziemnej struktury mozaika na posadzce, The Turtle Pond, przedstawia żaby i żółwie.
Tuż obok częściowo zachowała się stara parowozownia Canadian Pacific z 1928 (pierwszą wzniesiono w 1897), która ma być zagospodarowana, mieszcząc między innymi muzeum kolejowe. Tymczasem otwarto tu mały browar Steam Whistle.
MTCC sąsiaduje bezpośrednio z CN Tower i Rogers Centre. Jest połączony z siecią pasaży PATH, a poprzez CN SkyWalk z Union Station i Air Canada Centre.
W 1985 roku odbył się w tym budynku NHL Entry Draft.